# Deniz Barış
Deniz Barış (Kemah, 2 luglio 1977) è un ex calciatore turco, di ruolo difensore.

## Palmarès

### Club

#### Competizioni nazionali
- Campionato turco: 2

Fenerbahçe: 2005, 2007